# Teofania (imię)
Teofania – imię żeńskie pochodzenia greckiego. Anglojęzyczna wersja tego imienia, Tiffany występuje (146 nadań) wśród osób urodzonych w latach 80. XX wieku; poza tym jest to w Polsce w XXI wieku imię rzadkie. W styczniu 2024 r. w rejestrze PESEL, wśród publicznie dostępnych danych dotyczących osób żyjących, wykazano 7 kobiet o imieniu Teofania nadanym jako imię pierwsze.
Męski odpowiednik: Teofan.
Osoby o tym imieniu: cesarzowa Teofano.